# Френсіс Ровдон-Гастінґс, 1-й маркіз Гастінґс
Френсіс Едвард Ровдон-Гастінґс (англ. Francis Edward Rawdon-Hastings), 1-й маркіз Гастінґс, KG, PC (9 грудня 1754 р – 28 листопада 1826) — англо-ірландський політик і військовий офіцер, що був генерал-губернатором Індії від 1813 до 1823 року. Він також роками служив у британських військах під час Війни за незалежність США та в 1794 році під час війни Першої коаліції. В Ірландії він критично ставився до політики примусу, якою британці старались посіяти розбрат між частинами об'єднаного ірландського руху, і виступав за представницький уряд та національну незалежність. Він взяв додаткове прізвище «Гастінґс» у 1790 році згідно із заповітом свого дядька по материнській лінії Френсіса Гастінґса, 10-го графа Гантінґдона.

## Походження, освіта та рання військова кар'єра
Гастінґс народився в Мойрі, графство Давн; його батьками були Джон Ровдон, 1-й граф Мойра та Елізабет Гастінґс, 13-а баронеса Гастінґс, яка була дочкою 9-го графа Гантінґдона. Він був охрещений у церкві Св. Одоена в Дубліні 2 січня 1755 року. Виростав у Мойрі та в Дубліні. Він вступив до лав британської армії 7 серпня 1771 року енсином 15-го піхотного полку (згідно з поширеною практикою того часу за отримання цього офіцерського звання слід було сплатити 200 фунтів стерлінгів). З того часу він присвятив життя службі своїй країні. Він навчався в школі Гарроу та вступив до Університетського коледжу Оксфорда, але покинув навчання. Тимчасом він подружився з Банастром Тарлтоном. Разом дядьком лордом Гантінґдоном він вирушив у гранд-тур. 20 жовтня 1773 року він отримав підвищення до лейтенанта 5-го піхотного полку. Він повернувся до Англії, приєднався до свого полку, і 7 травня 1774 року відплив до Америки.

## Американська війна за незалежність

### Битва за Банкер-Гілл

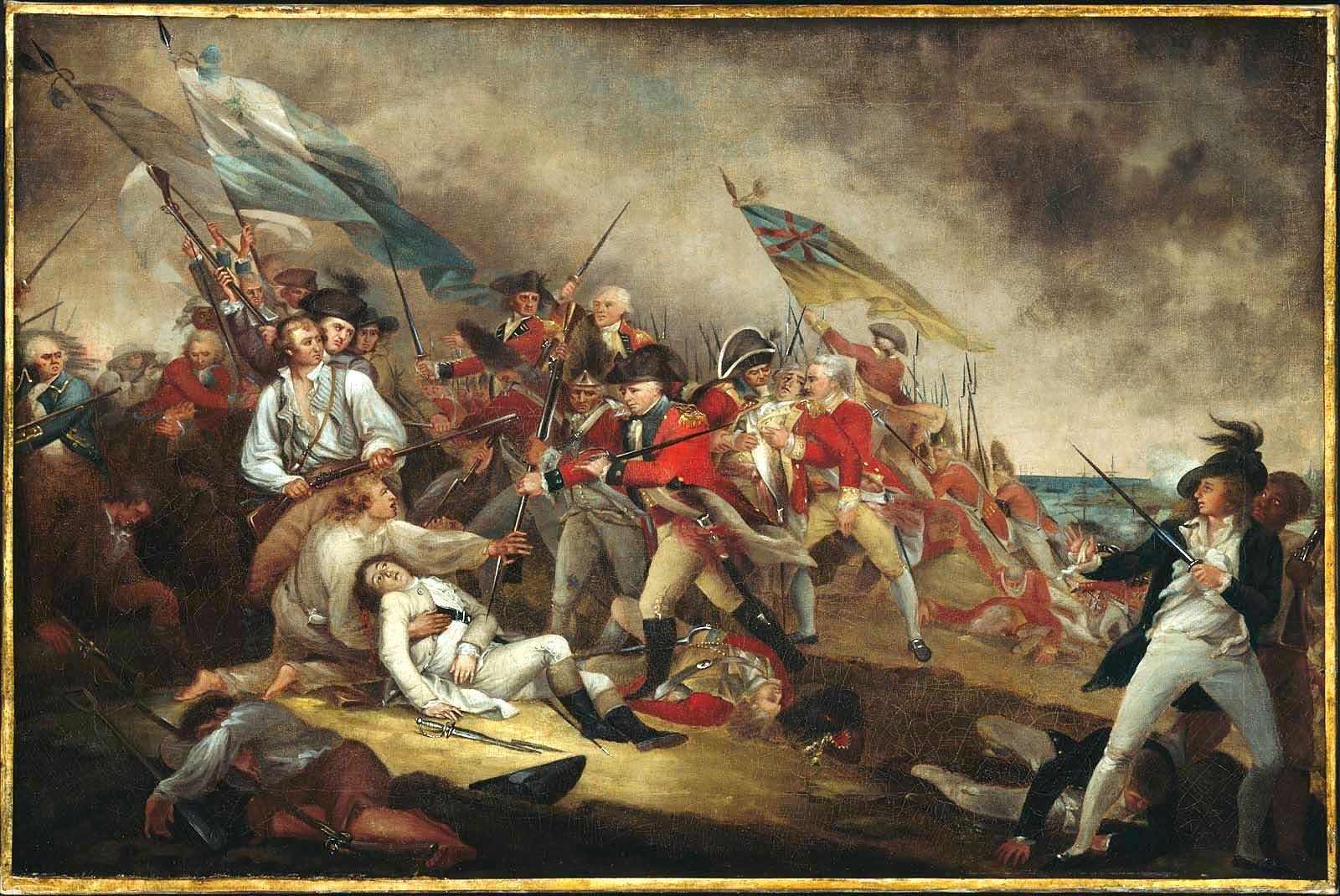
Картина Трамбала «Смерть генерала Воррена в битві за Банкер-Гілл». На задньому плані помітно видно лейтенанта Ровдона, який стоїть на американському бруствері, розмахуючи британським прапором.

Ровдона відрядили до Бостона на посаді лейтенанта 5-го піхотного гренадерського полку, який тоді перебував під командуванням капітана Френсіса Марсдена. Він вперше побачив бойові дії в битвах при Лексінґтоні та Конкорді та битві за Банкер-Гілл. Служачи з гренадерами, він брав участь у другому штурмі Брідз-Гілл (який провалився) і третьому штурмі редуту. Його начальника, капітана Гарріса, було поранено поруч з ним. У віці 21 року лорд Ровдон прийняв командування ротою для третього й останнього штурму. Коли просування третього штурму почала сповільнюватися, Ровдон стояв на вершині американського редуту, розмахуючи британським прапором. Джон Берґойн занотував у своїй реляції про бій: «Лорд Ровдон цього дня здобув собі славу на все життя». Він також отримав поранення під час штурму. Його підвищили до капітана і доручили командувати ротою в 63-му піхотному полку.
Лорд Ровдон зображений на відомій картині Джона Трамбала «Смерть генерала Воррена в битві за Банкер-Гілл». На другому плані зображений Ровдон з британським прапором.

### Кампанії в Кароліні та Нью-Йорку,—
Ровдона було призначено ад'ютантом генерала сера Генрі Клінтона, і разом з ним він брав участь в експедиції до Брансвік-Тауна, Північна Кароліна, на річку Кейп-Фір, а потім до відсічі у форт-Моултрі, Чарлстон, штат Південна Кароліна. Він повернувся з генералом до Нью-Йорка. 4 серпня вони мали обід із генералом Клінтоном, адміралом лордом Гау, лордом Корнволлісом, генералом Воном та іншими. Під час битви за Лонґ-Айленд він перебував при штабі з Клінтоном.
15 вересня Ровдон командував своїми солдатами при Кіпс-Бей, де вони висаджувались на острів Мангеттен. Брав участь у десанті на Пеллс-Пойнт.

### Род-Айленд, Англія та Нью-Йорк
8 грудня Ровдон висадився з Клінтоном на Род-Айленді, забезпечуючи порти для британського флоту. 13 січня 1777 року разом з Клінтоном він вирушив до Лондона, куди прибув 1 березня. Під час балу у лорда Джорджа Джермейна він познайомився з Лафайєтом, який тоді відвідував Лондон.
Повернувшись до Америки в липні, у той час як генерал Вільям Гау вирушив до своєї кампанії у Філадельфії, Ровдон поїхав з Клінтоном до штаб-квартири в Нью-Йорку. Він брав участь у боях на Нью-Йоркському нагір'ї, де 7 жовтня був захоплений форт Конститушен (навпроти Вест-Пойнта). Однак вже було надто пізно, щоб з'єднатися з генералом Берґойном в Олбані.
Ровдона вислали до Філадельфії з депешами, він повернувся до Нью-Йорка на зиму, де створив полк під назвою Добровольці Ірландії, набраний з дезертирів та ірландських лоялістів. Його ад'ютантом був лорд Едвард Фіцджеральд, майбутній лідер Об'єднаної Ірландії та повстанець. Підвищений у званні полковника, щоб командувати цим полком, Ровдон вирушив з Клінтоном до Філадельфії. Починаючи з 18 червня 1778 року, він був з Клінтоном під час відступу з Філадельфії до Нью-Йорка та брав участь у битві при Монмуті. Був призначений генерал-ад'ютантом. Ровдона відрядили дізнатися ситуацію щодо битви за Род-Айленд.
У Нью-Йорку 3 вересня 1779 року він посварився з Клінтоном і вийшов у відставку з посади генерал-ад'ютанта. Він служив у добровольцях Ірландії під час рейду лорда Стерлінґа на Стейтен-Айленд 15 січня 1780 року.

### Південний похід
Він пішов на південь до облоги Чарльстона з підкріпленням. Після того, як місто перейшло до британців, лорд Корнволліс відправив його в Камден (16 серпня 1780 р.), оскільки британці прагнули окупувати Південну Кароліну . Ровдон командував британським лівим крилом у битві при Камдені. Коли Корнволліс поїхав до Вірджинії, він залишив Ровдона командувати на Півдні.

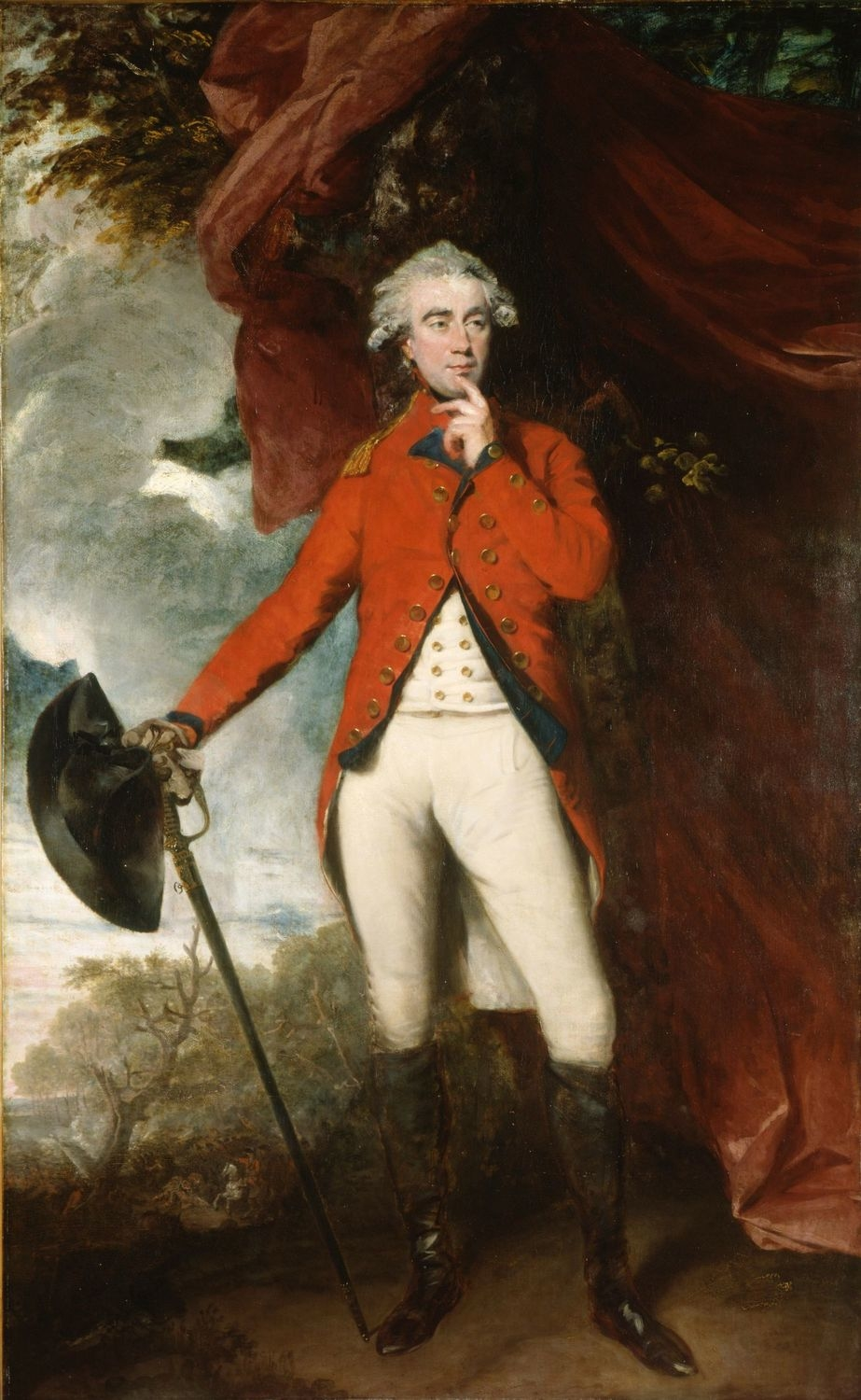
Портрет лорда Мойри, картина Джошуа Рейнольдса, 1790 рік

Мабуть, його найвизначнішим досягненням була перемога в 1781 році в битві за Гобкерк-Гілл, у якій, керуючи лише невеликим підрозділом, він переміг завдяки вищій військовій майстерності та рішучості набагато більше військо американців. Вважаючи (помилково), що генерал Натанаель Ґрін відвів свою артилерію, Ровдон атакував ліве крило Ґріна. Ровдон швидко зосередив усі свої сили на лівому фланзі американців. Використавши локальну перевагу, він викликав дезорганізацію американської лінії та змусив американців безладно покинути поле бою.
Однак Ровдон був змушений почати поступовий відступ до Чарльстона. Він зняв облогу селища Найнті-Сікс, евакуювавши його невеликий гарнізон і здійснивши обмежене переслідування американських військ. Він відвів свої сили до Чарльстона. У липні 1781 року через погіршення здоров'я він відмовився від командування. Повернувшись до Великої Британії, він був потрапив у полон на морі до Франсуа-Жозефа-Поля де Ґрасса, але був обміняний. Після від'їзду Ровдона британці евакуювали Чарлстон, з наближенням війни до кінця. Вони взяли з собою тисячі лоялістів і звільнених рабів, пообіцявши свободу рабам повстанців, які приєдналися до їхніх лав, і переселили цих людей у Нову Шотландію та Карибський басейн.

## Ірландський парламентський патріот
Ровдон був депутатом від Рендалстауна, графство Антрім, у Палаті громад Ірландії з 1781 по 1783 рік. В ірландському парламенті Ровдон у більшості питань асоціювався з партією Патріотів Генрі Ґраттана та лорда Шарлемонта. Він змінив свого батька на посаді 2-го графа Мойра 20 червня 1793 року, а потім служив в ірландській Палаті лордів
У промові до лордів напередодні повстання 19 лютого 1798 року він закликав провести парламентську реформу: скасувати «кишенькові райони», через які лорди та адміністрація Дублінського замку фактично номінували дві третини складу ірландської Палати Громад. Він пропонував поправку до Присяги верховенства, щоб дозволити католикам (які після розширення права голосу в 1793 році на тих же обмежених умовах, що й протестанти) мати представників у парламенті. У січні 1793 року він прийняв делегатів Католицького комітету, в тому числі як їхнього агента Теобальда Вулфа Тона, у Лондоні та допоміг організувати їхню аудієнцію в короля. Коли пішли чутки про те, що Ровдон може замінити графа Вестморлендського на посаді віце-короля Ірландії, Тон, громадянин Об'єднаної Ірландії, звернувся до нього в надії на призначення його особистим секретарем. У червні Ровдон став хрещеним батьком четвертої дитини Тона, названої на його честь Френсіс Ровдон Тон.
Хоча Ровдон був занепокоєний сповзанням Об'єднаних Ірландців, які зневірилися в реформах, до активного повстання, Ровдон все ж засудив урядову політику примусу. Він старався подати королю докази, зібрані видатним лікарем Вітлі Стоксом і адвокатом Вільямом Семпсоном про звірства та тортури, яких зазнавали мешканці Ірландії від коронних військ, коли вони намагалися розбити та роззброїти рух.
У 1796 році французькі господарі запитали Тона, чи «можемо ми обрати короля» для Ірландії (при тому, що люди країни «загалом дуже неосвічені»). Тон відповів, що «лорд Мойра» був єдиною людиною, яка могла б виконати таку роль, але що він «порвав свою репутацію на шматочки, узявшись командувати військами проти французів». (Найважливіше заперечення Тона полягало в тому, що пресвітеріани, які, на його думку, безсумнівно, «спрямують суспільні настрої при формуванні уряду», були «цілком освіченими та щирими республіканцями»):164-165.
Після повстання Об'єднаної Ірландії влітку 1798 року Ровдон виступив проти планів уряду розпустити ірландський парламент і створити законодавчий союз з Великою Британією. Будучи генерал-губернатором Індії, у 1814 році Ровдон мав надати додаткові докази ірландської прихильності. Він очолював список передплатників у Бенгалії Товариства ірландської арфи, сформованого в Белфасті «для відродження старовинної музики Ірландії» ветеранами патріотичної та реформаторської політики 1780-х і 90-х років, серед яких були кілька колишніх об'єднаних ірландців.
Перед від'їздом до Індії в 1812 році Ровдон також використовував свої урядові зв'язки, щоб отримати посаду — секретаря Призового суду Адміралтейства на Бермудських островах — для Томаса Мура, ірландського барда-патріота та шанувальника провідних Об'єднаних Ірландців («ultimi Romanorum нашої країни»). Окрім Едварда Фіцджеральда, це був Тон, якого сам Ровсон назвав «ірландським Лафайєтом».

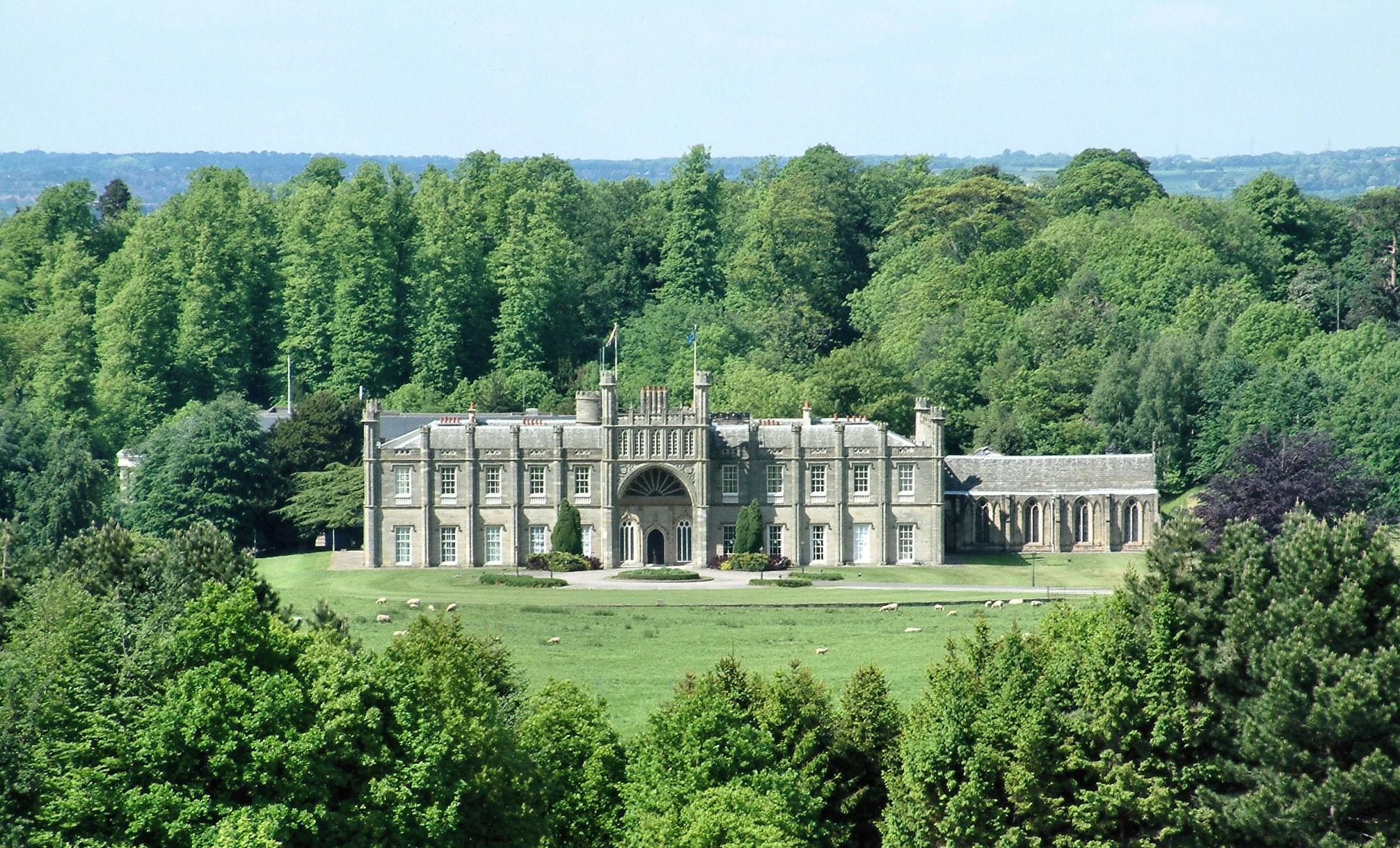
Донінґтон Голл

## Британський пер і кандидат у прем'єр-міністри

### Лорд Гастінґс
Після повернення з Америки Ровдон був відзначений королем. У березні 1783 року він отримав титул барона Ровдона з Ровдона в графстві Йорк. У 1787 році він подружився з принцом Уельським і позичив йому багато тисяч фунтів. У 1788 році він був втягнутий у кризу Регентства.
У 1789 році його мати стала спадкоємицею баронства Гастінґса, і Ровдон, згідно із заповітом свого дядька, додав прізвище Гастінґс до свого прізвища. З 1801 року як лорд Гастінґс він засідав у Палаті лордів Сполученого Королівства.
Успадкувавши Донінґтон-Голл у Лестерширі від свого дядька, Ровдон перебудував його в 1790—1793 роках у готичному стилі; архітектором був Вільям Вілкінс Старший. Зараз ця будівля є пам'яткою архітектури. Він передав маєток у розпорядження принців Бурбонів після їхнього вигнання до Англії через Французьку революцію. Кажуть, що він залишив підписану чекову книжку в кожній спальні, щоб її мешканці могли використовувати гроші в своє задоволення.
Ровдон став активним членом асоціацій у Лондоні. Він був обраний членом Королівського товариства в 1787 році та членом Товариства антикварів Лондона в 1793 році. У 1806–08 роках він був великим магістром вільних каменярів (масонів). У травні 1789 року він виступив секундантом герцога Йоркського в його двобої з лейтенантом-полковником Ленноксом у Wimbledon Common.
Після оголошення Францією війни Великій Британії в 1793 році Ровдон був призначений генерал-майором 12 жовтня 1793 року. Отримавши призначення від міністерства Пітта, Ровдон розпочав експедицію до Остенде у Франції в 1794 році. Він вирушив на з'єднання з армією герцога Йоркського в Алост. Французький генерал Пішеґрю, маючи чисельну перевагу, змусив британців повернутися до їх бази в Антверпені. Ровдон покинув експедицію через порушення Піттом їхніх домовленостей.

### Кандидат на пост прем'єр-міністра
У 1797 році ходили чутки, що Ровдон замінить Пітта на посаді прем'єр-міністра. Було певне невдоволення Піттом, зокрема його політикою щодо війни з Францією. Крім того, тривале перебування Пітта на посаді дало достатньо підстав для роздратування з боку різних політичних вельмож, включаючи, але не обмежуючись, герцога Лідського та лордів Терлоу та Ленсдавна.
У середині травня комбінація цих різних фігур у поєднанні з невеликою кількістю членів парламенту запропонувала зробити Ровдона прем'єр-міністром. Завдяки участі в американській війні та керівництву експедицію на Кіберон, він викликав широку повагу. Його стосунки з принцом Уельським також зробили його потенційним суперником Пітта, якого рішуче підтримував Ґеорґ III.
Головною мотивацією для плану призначення Ровдона на посаду прем'єр-міністра було забезпечення миру з Францією, змовники вважали (дещо несправедливо), що Пітт є перешкодою для цієї мети. Але їхній план провалився лише через місяць у середині червня через відсутність підтримки з боку політичного істеблішменту. Крім того, коли Ровдон написав королю з пропозицією змінити головних міністрів, монарх проігнорував його. Таким чином, пропозиція ні до чого не привела.
У вересні 1803 року він став головнокомандувачем Шотландії в званні повного генерала. У цій якості він орендував величезний Даддінґстонський будинок на південь від Единбурґа.
Ставши віґом у політиці, Ровдон увійшов до уряду в 1806 році у складі Міністерства всіх талантів як генерал-майстер артилерії, що дозволило йому здійснювати філантропічні заходи, які він пропагував з моменту свого першого вступу до Палати лордів, зокрема Дебіторсько-кредиторський законопроект на допомогу бідним боржникам. Однак наступного року він пішов у відставку після падіння міністерства. Він також був констеблем лондонського Тауера з 1806 року до своєї смерті.
Під час дебатів у Палаті лордів 5 лютого 1807 року щодо запропонованого Закону про работоргівлю 1807 року, який скасував би британську участь в атлантичній работоргівлі, він публічно підтримав законопроект і заявив, що "докази на столі палати повинні бути достатніми, щоб переконати їх світлості в необхідності скасування цієї кривавої торгівлі. Якщо знатним лордам недостатньо цих доказів, нехай вони відкриють Святе Письмо, нехай подивляться у найбільше писання наших предків Старий Заповіт, і прислухаються до слів великого коментатора цієї праці, чиїм принципом було: «Роби іншим те, що ти хочеш, щоб вони чинили тобі».
Оскільки Мойра був близьким соратником принца-регента, той попросив Мойру сформувати уряд віґів після того, як у 1812 році вбивство Спенсера Персеваля припинило діяльність цього міністерство. Спроби Мойри створити правлячу коаліцію зазнали невдачі, але на знак поваги принца того ж року його нагородили Орденом Підв'язки. Торі повернулися до влади під керівництвом графа Ліверпуля. 6 грудня 1816 року, після завершення англо-непальської війни, Мойра було підвищено до рангу маркіза Гастінґса разом із допоміжними титулами віконта Лоудона та графа Ровдона.

## Генерал-губернатор Індії

### Призначення

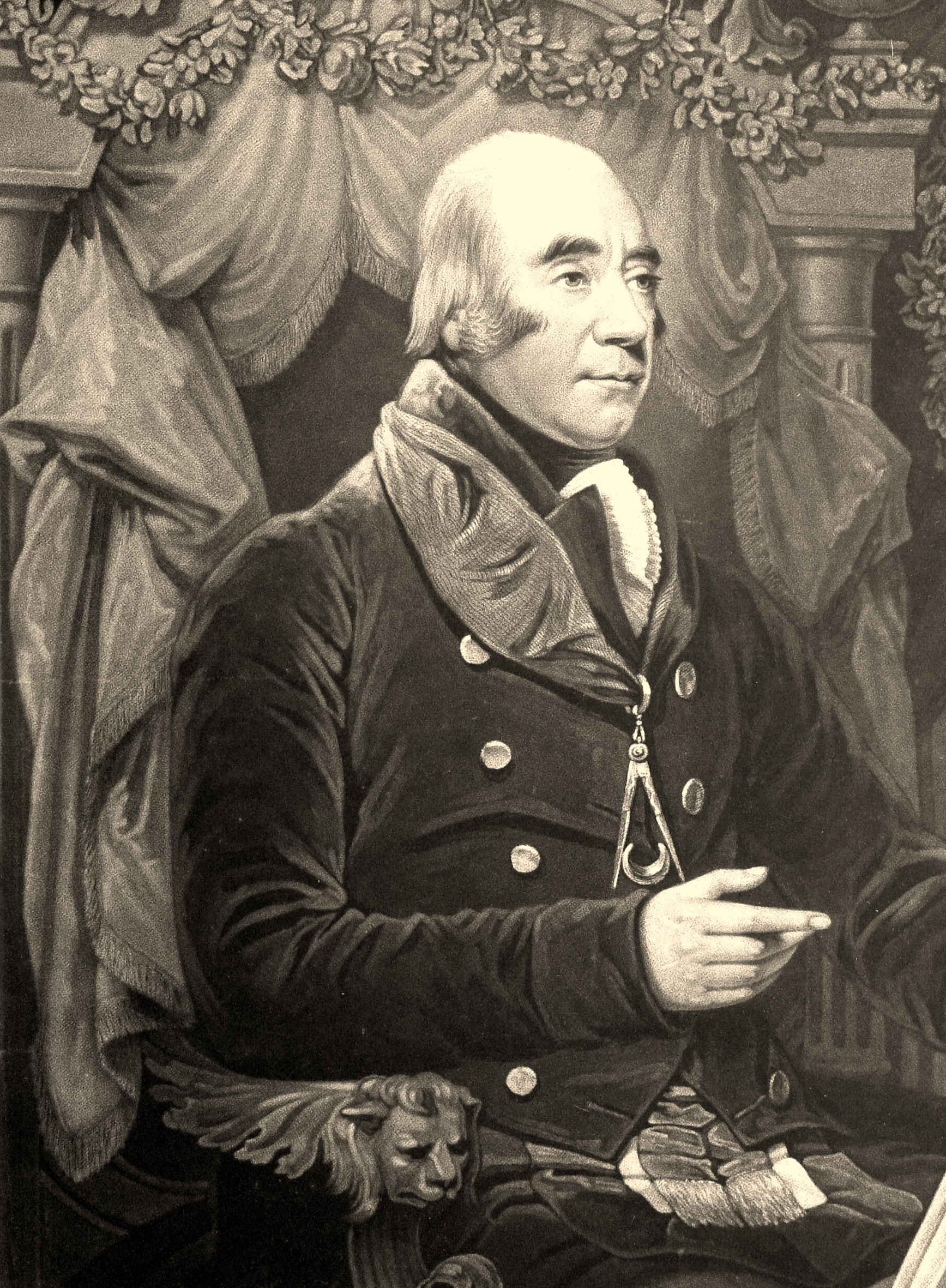
Маркіз Гастінґс як генерал-губернатор Індії

Завдяки впливу принца-регента Мойра було призначено генерал-губернатором президентства Форт-Вільяма, тобто генерал-губернатором Індії, 11 листопада 1812 року. Його перебування на посаді генерал-губернатора було пам'ятним, під його наглядом була отримана перемога у війні гуркхів (1814—1816); остаточне завоювання маратгів у 1818 р.; і купівля острова Сінгапур у 1819 році.

### Військова політика
Після затримок із вирішенням своїх справ він дістався Мадраса 11 вересня 1813 року. У жовтні він оселився в Калькутті і зайняв посаду. Тоді Британська Індія складалася з Мадраса, Бенгалії та Бомбея . Він командував армією в кількості 15 000 британських регулярних військ, бенгальською армією з 27 полків місцевої піхоти та восьми полків кавалерії; армією Мадраса на чолі з генералом Джоном Аберкромбі з 24 полків тубільної піхоти та восьми полків тубільної кавалерії.

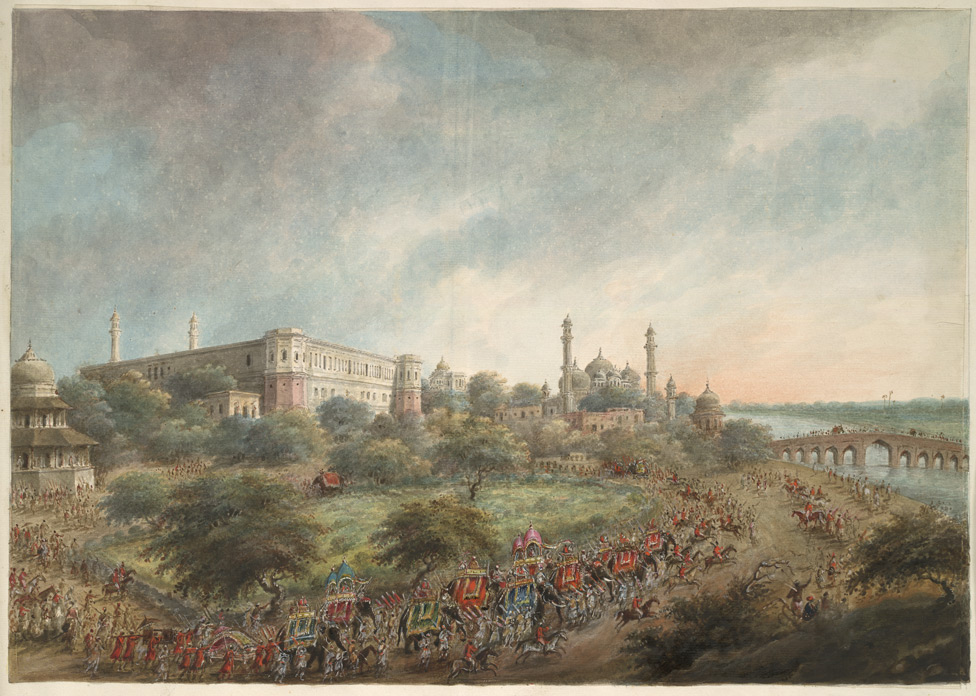
Валка лорда Гастінґса в'їжджає до міста Лакнау на слонах у 1814 році

Гастінґс найняв Сіту Рама, бенгальського ескізника, щоб проілюструвати дані його інспекції британських володінь у 1814-15 (сімнадцять місяців). Ця робота включала створення понад 230 акварелей місць в Індії.

#### Англо-непальська війна
У травні 1813 року британці оголосили війну гуркам Непалe. Гастінґс послав чотири дивізії в окремі атаки, очолювані генералом Беннетом Марлі з 8000 солдатів проти Катманду, генералом Джоном Салліваном Вудом з 4000 солдатів проти Бутвала, генералом сером Девідом Октерлоні з 10 000 солдатів проти Амара Сінґга Тапи та генералом Робертом Ролло Ґіллеспі з 3500 солдатами проти Нагана, Шрінаґара і Ґарвала . Лише Охтерлоні мав певний успіх; Ґіллеспі був убитий. Після безрезультатних переговорів Гастінґс посилив Охтерлоні до 20 000 чоловік, які потім виграли битву під Макванпуром 28 лютого. Потім гурки попросили про мир відповідно до Суґаульського договору.

#### Третя англо-маратська війна
Після нападів з боку піндарів у січні 1817 року Гастінґс очолив війська в Індостані на півночі; на півдні — Деканську армію під командуванням генерала сера Томаса Гіслопа. Пешва зазнав поразки від Вільяма Фуллартона Ельфінстона на Пуні. Аппа Сагіб зазнав поразки в битві при Наґпурі. Гіслоп переміг Голкара в битві при Магідпурі. Ці події фактично встановили панування британської влади в Індії.

### Дипломатія
Ровдон був активним у дипломатичних стосунках, захищаючи слабші індійські штати. Його внутрішня політика в Індії також була значною мірою успішною: у 1820 році було відремонтовано систему каналів Моголів у Делі, також було проведено освітні та адміністративні реформи, і також заохочувалася свобода преси. Він підтвердив купівлю Сінґапуру у султана Джагора сером Стемфордом Раффлзом у січні 1819 року.
Його останні роки перебування на посаді були затьмарені сумнозвісною на той час справою — аферами банківського дому W. Palmer and Company. Вся ця справа була змішана з інсинуаціями проти лорда Гастінґса, особливо звинувачуючи його в прояві прихильності до одного з партнерів у фірмі. Пізніше його виправдали, але цей досвід попсував йому багато крові.

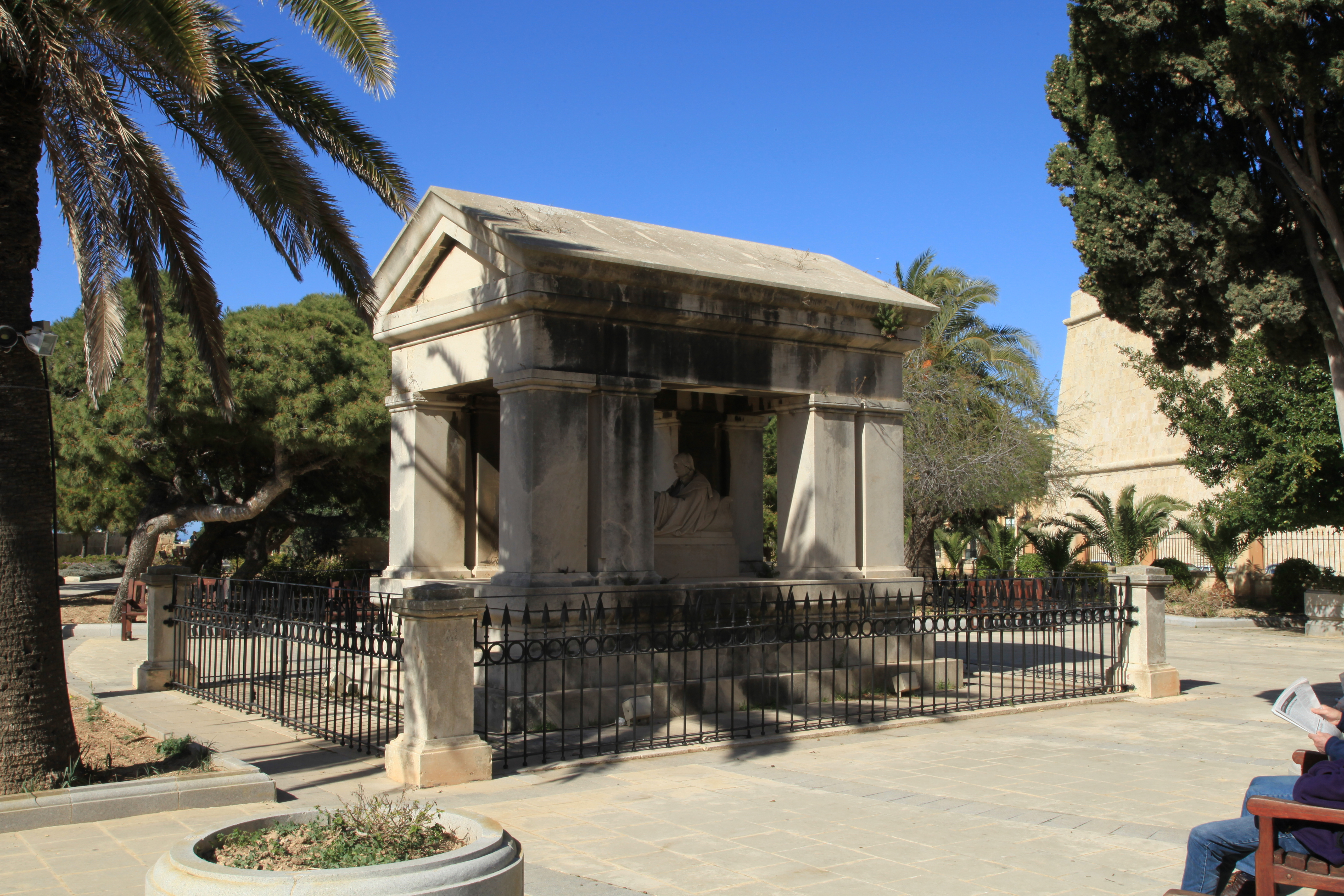
Могила лорда Гастінґса у Гастінґс-Ґарденс, Валлетта

Він також дедалі більше відчужувався від Ради контролю Ост-Індської компанії. Він пішов у відставку в 1821 році, але покинув Індію лише на початку 1823 року.

## Смерть
Ровдона було призначено губернатором Мальти в 1824 році, але через два роки він помер у морі біля Неаполя на борту HMS Revenge, намагаючись повернутися додому разом зі своєю дружиною. Вона повернула його тіло на Мальту і, дотримуючись його попередніх вказівок, відрізала від тіла праву руку та зберегла її, щоб поховати її у своїй могилі, коли вона помре. Потім його тіло поховали у великому мармуровому саркофагу в Гастінґс-Ґарденс у Валлетті. Після смерті його дружини, леді Флори Лаудон, його руку було поховано, стиснувши долонею з її рукою, у сімейному склепі в Лудон-Кірк.

## Спадщина
- Він був нагороджений ключем від міста Дубліна на знак визнання його служби в Америці.
- Лоялісти, яких він врятував від облоги селища Найнті-Сікс під час Американської революції, були переселені Короною та отримали землю в Новій Шотландії. На його честь вони назвали своє містечко Ровдон.
- Графство (округ) Гастінґс у провінції Онтаріо, та ще три містечка в окрузі були названі на його честь лоялістами, яких переселили у Верхню Канаду після Американської революції.
- У 1805 році на його честь було названо корабель HMS Moira, а також річку Мойра в Онтаріо, Канада.
- Френсіс Ровдон Мойра Крозьє (1796 — бл. 1848), офіцер Королівського флоту Ірландії та полярний дослідник, отримав ім'я на його честь; Лорд Мойра (як він називався в той час) був другом родини Крозьє.[28]
- Річка Гастінґс у Новому Південному Уельсі названа на його честь, а також острів Ровдон на річці. Містечко Гантінґдон у долині річки Гастінґс також має назву на його честь.

## Шлюб і нащадки
12 липня 1804 року, у віці 50 років, Гастінґс одружився з Флорою Кемпбелл, 6-ю графинею Лаудаун, донькою генерал-майора Джеймса Мюр-Кемпбелла, 5-го графа Лаудауна та леді Флори Маклеод. У них було шестеро дітей:
- Леді Флора Елізабет (11 лютого 1806 р – 5 липня 1839), фрейліна матері королеви Вікторії, герцогині Кентської, померла неодруженою.
- Шановний Френсіс Джордж Авґуст (13 лютого 1807 — 14 лютого 1807), помер у дитинстві.[29]
- Джордж Авґуст Френсіс Ровдон-Гастінґс, 2-й маркіз Гастінґс (4 лютого 1808 р. – 13 січня 1844 р.)
- Леді Софія Фредеріка Крістіна (1 лютого 1809 р – 28 грудня 1859), дружина Джона Крайтона-Стюарта, 2-го маркіза Б'юта, мали сина Джона Крайтона-Стюарта, 3-го маркіза Б'юта.
- Леді Селіна Констанс (15 квітня 1810[30] – 8 листопада 1867), дружина Чарльза Генрі, мала дітей.
- Леді Аделаїда Авґуста Лавінія (25 лютого 1812 р – 6 грудня 1860), дружина сера Вільяма Мюррея, 7-го баронета Октертайра.

Через свого брата, Джона Теофіла Ровдона, він був дядьком Елізабет, леді Вільям Рассел.

## У масовій культурі
- Персонаж Ровдон Кровлі в романі Вільяма Теккерея 1847—1848 років «Ярмарок марнославства» названий на його честь.
- Він з'являється як Френсіс Ровдон Гастінґс, другий граф Мойра, у романі Стефані Беррон «Jane and the Barque of Frailty» 2006 року.

## Портрети

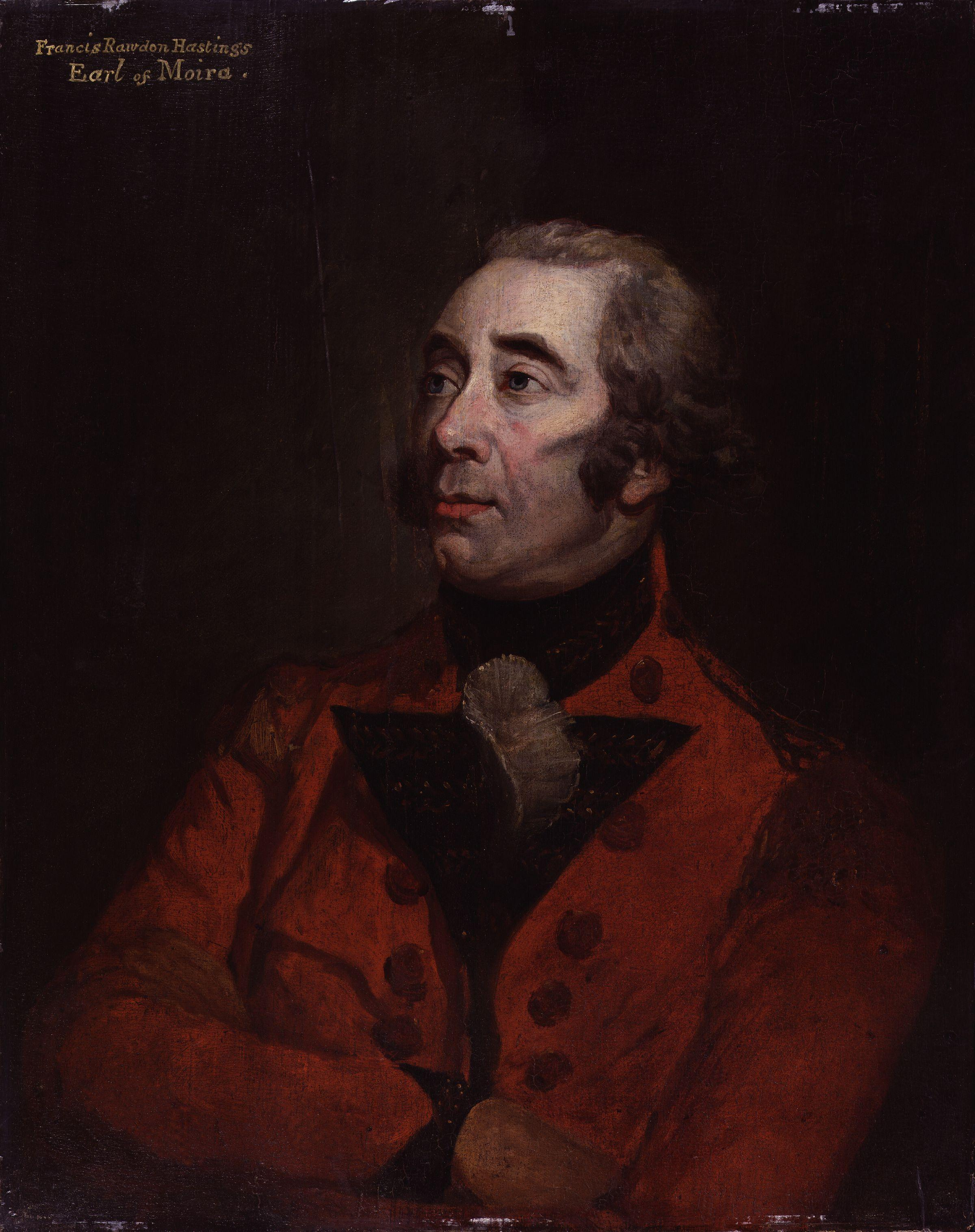
«Маркіз Гастінґс» Г'ю Дуглас Гамільтон (бл. 1801)
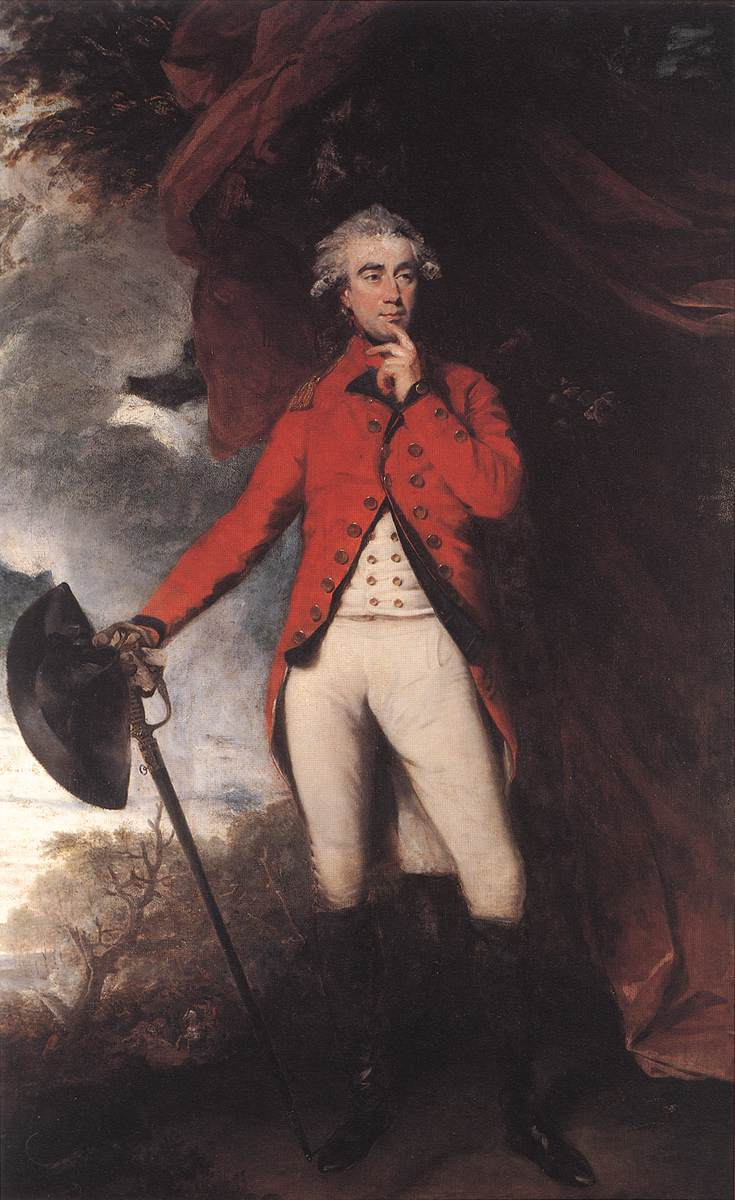
Маркіз Гастінґс, генерал-губернатор Індії Джошуа Рейнольдсом (бл. 1812)
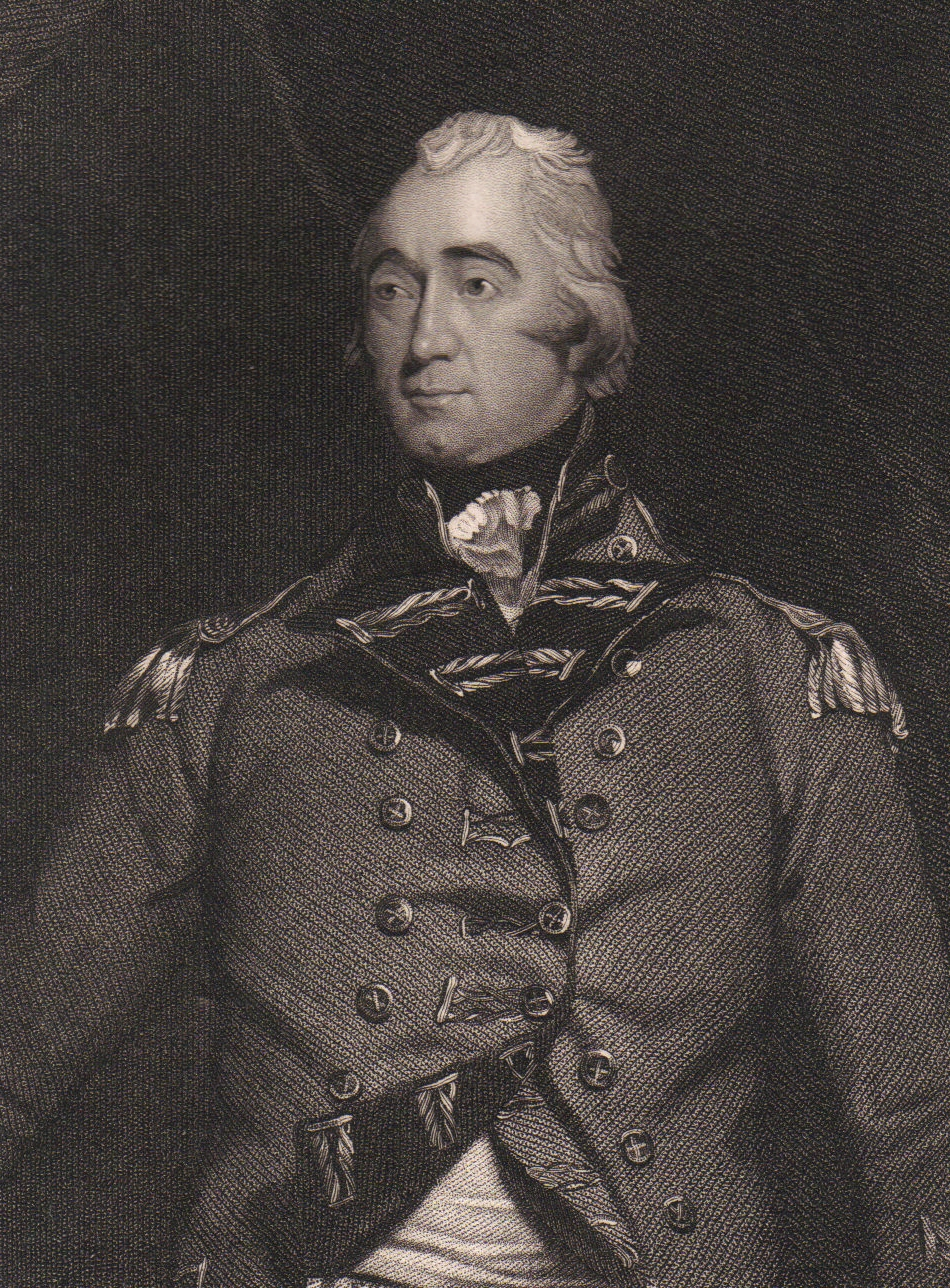
Френсіс Ровдон, маркіз Гастінґс. Гравіюра. Fisher, Son & Co, Лондон. 1829
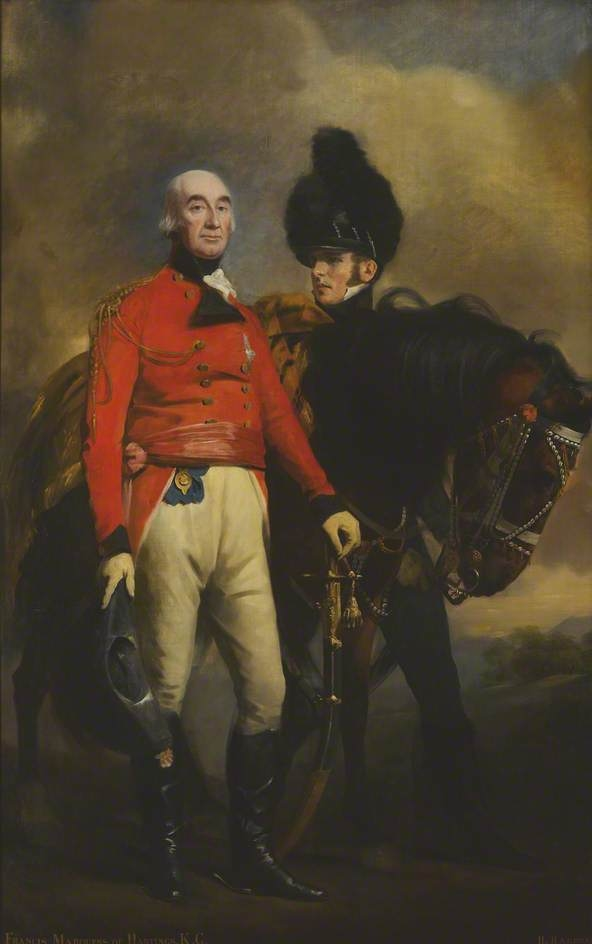
Френсіс Ровдон, маркіз Гастінґс Генрі Реберна. 1813
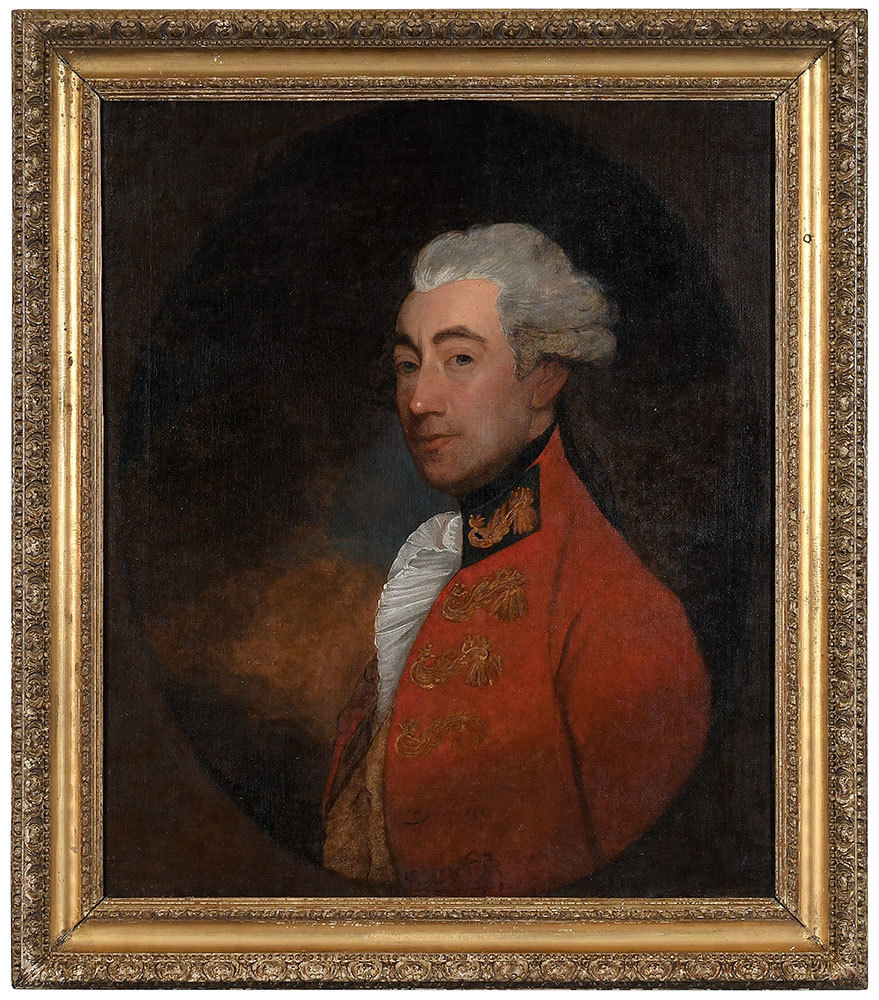
портрет роботи Ґілберта Стюарта, бл. 1796